# Riedern
Riedern és un municipi del cantó de Glarus (Suïssa).

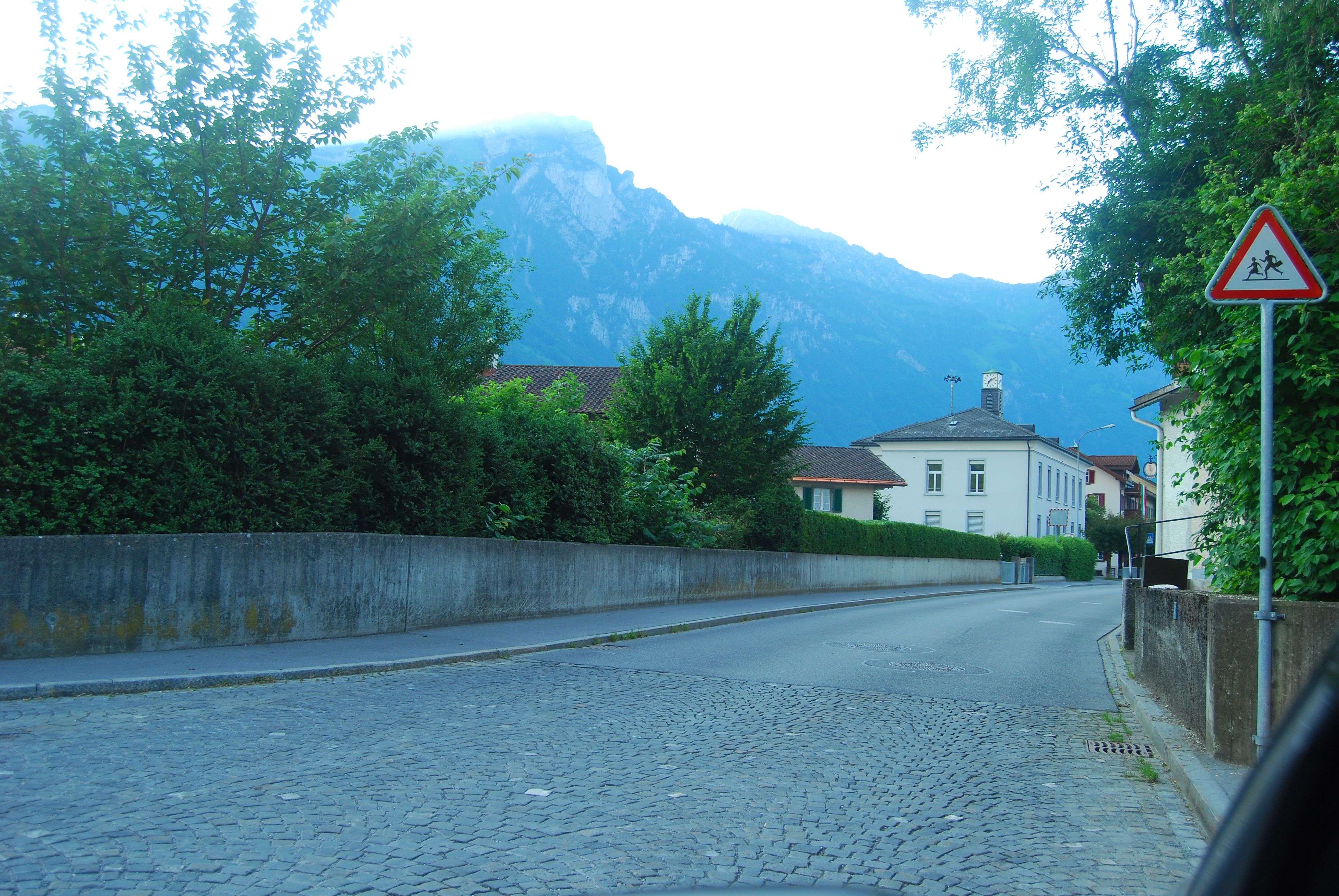
Riedern